# Pivovar Čečovice
Pivovar Čečovice stával v obci Čečovice okolo tehdejší tvrze a pozdějšího zámku.

## Historie
Obec je poprvé zmiňována k roku 1355 a mezi její majitele patřili např. Lobkovicové, Rožmberkové či páni z Velhartic. Roku 1587 je uváděn soubor budov okolo tvrze, mezi něž patřily dvůr s ovčínem, chmelnice, štěpnice, pivovar a sladovna. Na přelomu 17. a 18. století došlo na místě pusté tvrze k výstavbě zámku. Činnost pivovaru byla ukončena roku 1890, kdy kníže Trauttmansdorff rozhodl o centralizaci pivovarnictví na svých statcích do Staňkova. V té době činil výstav 15 350 hl. Na přelomu 19. a 20. století došlo ke zboření budov pivovaru.